# Digor (dialecto)
Digor o digoriano ( / ˈ d ɪ ɡ ə r /; дигорон ӕвзаг , digoron ӕvzag , pronunciado [digɔːrɔːn ɐvzɑːg] ) es un dialecto del idioma osetio hablado por el pueblo Digor. Se habla menos que el irón , el otro dialecto osetio existente. Los dos son lo suficientemente distintos como para que a veces se los considere idiomas separados; en el diccionario Digor-ruso recientemente publicado, el compilador Fedar Takazov se refiere a un "idioma Digor", aunque el editor en el mismo libro usa el "dialecto Digor". Hasta 1939, Digor tenía un lenguaje literario separado del irón.
Los hablantes de digor viven en la parte occidental de Osetia del Norte (Digora, Chikola, etc.); en la capital de Osetia del Norte, Vladikavkaz; y en ciudades más grandes de Rusia. El recuento de hablantes es en gran medida inexistente, porque los digorianos se calculan principalmente como osetios durante el censo.